# Ignaz Puschnik
Ignaz Puschnik (Viena, 5 de fevereiro de 1934 - 17 de dezembro de 2020) foi um futebolista austríaco que atuava como meia.

## Carreira
Ignaz Puschnik fez parte do elenco da Seleção Austríaca na Copa do Mundo de 1958.